# Leptocypris
Genre
Leptocypris est un genre de poissons téléostéens de la famille des Cyprinidae et de l'ordre des Cypriniformes. Il se rencontre en Afrique.

## Liste des espèces
Selon FishBase (20 novembre 2016):
- Leptocypris crossensis Howes & Teugels, 1989
- Leptocypris guineensis (Daget, 1962)
- Leptocypris konkoureensis Howes & Teugels, 1989
- Leptocypris lujae (Boulenger, 1909)
- Leptocypris modestus Boulenger, 1900
- Leptocypris niloticus (Joannis, 1835)
- Leptocypris taiaensis Howes & Teugels, 1989
- Leptocypris weeksii (Boulenger, 1899)
- Leptocypris weynsii (Boulenger, 1899)